# Hämostaseologie
Die Hämostaseologie ist die Lehre von der Blutgerinnung (von griech. αἷμα haima „Blut“ und στάσις stasis „Stillstand“) und ihrer Störungen. Der Begriff Hämostaseologie wurde im Jahre 1953 vom Münchner Hämatologen Rudolf Marx (1912–1990) eingeführt. Er verstand darunter „die Lehre vom Stehen- und Steckenbleiben des Blutes“. Nach heutigem Verständnis beinhaltet die Hämostaseologie auch die Lehre von den Störungen bzw. Ungleichgewichten der Blutstillung und den daraus resultierenden Erkrankungen.
Sie ist das Spezialgebiet der Medizin, das sich mit der Hämostase und damit all jenen Faktoren befasst, die zur Beendigung einer Blutung unabdingbar sind bzw. zu einer Störung derselben führen. Der Bedeutung dieses Spezialgebietes entsprechend finden sich an den meisten medizinischen Universitäten Institute für Hämostaseologie und Transfusionsmedizin neben außeruniversitären Instituten.
In Deutschland können Fachärztinnen und Fachärzte aus einem Gebiet der unmittelbaren Patientenversorgung oder in Laboratoriumsmedizin die Zusatzbezeichnung Hämostaseologie erwerben. 

## Definitionen
Wesentliche Aspekte der Hämostaseologie sind:
- eine intakte Blutgerinnung selbst (inklusive des Zusammenspiels aller Gerinnungsfaktoren)
- die ungestörte Funktion des Endothels als innerer Auskleidung der Gefäßwand sowie der Thrombozyten (Blutplättchen)
- die der Blutgerinnung entgegenwirkenden Faktoren wie Antithrombine und Fibrinolyse durch Wirkung des Plasmin

Hauptaufgabe des Hämostasesystems ist die Ermöglichung einer gelungenen Wundheilung. Ein typisches klinisches Korrelat von Störungen der Hämostase repräsentieren daher Wundheilungsstörungen. Einen ersten Schritt auf dem Weg zur Wundheilung stellt die Blutstillung dar, die gleichwohl stärker ins Auge springt als die Wundheilung und deshalb häufig als das Hauptziel der Hämostase angesehen wird.
Mit dem Begriff Hämostase wird hier das komplexe Zusammenspiel von Prozessen, Geweben, Zellen und löslichen Substanzen verstanden, durch das zum einen die Fließfähigkeit des Blutes an jedem Ort und zu jeder Zeit und zum anderen gleichzeitig seine Gerinnbarkeit nach Verletzung – wiederum an jedem Ort und zu jeder Zeit – gewährleistet wird. Dies ermöglicht letztlich durch Reparaturvorgänge die Wiederherstellung der Gefäß- und Gewebestrukturen. Bereits daran ist ablesbar, dass Hämostase sich nicht allein als ein Kaskadensystem ereignen kann, sondern vielmehr ein komplexes Netzwerk darstellt, das Funktionsfähigkeit und Zusammenspiel von Blutgefäßen, der Blutströmung, der Blutplättchen und anderen Blutzellen sowie löslichen Gerinnungsproteinen, dem Gerinnungssystem im engeren Sinne, ermöglicht. Die Regulation dieser interaktiven Systeme erfolgt daher auf verschiedenen Ebenen: durch Zelloberflächen, -rezeptoren und -produkte, sowie durch Aktivatoren und Inhibitoren.
Die gebräuchlichen Untergliederungen der Hämostase wie zum Beispiel des plasmatischen Gerinnungssystems in ein exogenes oder extrinsisches System einerseits und ein endogenes oder intrinsisches System andererseits sind daher zumeist didaktisch motiviert. Was in den Schemata getrennt dargestellt wird, verläuft in vivo wesentlich verzahnter und zeitlich enger bis hin zur Nichttrennbarkeit, ein Aspekt, der insbesondere im Blick auf therapeutische Ansätze stets mitbedacht werden muss.
Das unmittelbare Abdichten eines Gefäßes nach Verletzung gelingt durch einen schnell ablaufenden Mechanismus, der als primäre Hämostase bezeichnet wird. Von wesentlicher Bedeutung ist dafür die Interaktion aus Vasokonstriktion, Endothelreaktion sowie Plättchenadhäsion und -aggregation. Zugleich wird die plasmatische Gerinnung als sekundäre Hämostase aktiviert, die entscheidend die Verfestigung eines Thrombus durch Fibrin bestimmt. Im Sinne der oben formulierten Grundsätze eng verzahnter Systeme darf diese Einteilung jedoch nicht strikt angewandt werden: vielmehr wird ihr Zusammenspiel durch zahlreiche weitere Faktoren wie zum Beispiel die Verschiedenheit unterschiedlicher Gefäßabschnitte sowie die Blutströmung beeinflusst.
Die meisten plasmatischen Komponenten des Hämostasesystems liegen als Zymogene (inaktive Vorstufen) vor, die bei Aktivierung durch limitierte Proteolyse zu Serinproteasen werden (die aktive proteolytische Region liegt innerhalb eines Serin-zentrierten Peptids). Die bei der Gerinnungsaktivierung ablaufenden interaktiven Reaktionen münden in einen Verstärkungsprozess, bei dem mikromolare Mengen der initialen Reaktionspartner schließlich zur Konvertierung großer Mengen an Fibrinogen zu Fibrin führen.
Sowohl das Gerinnungssystem als auch das Fibrinolysesystem müssen durch Aktivatoren und Inhibitoren moduliert werden können, damit ein Gleichgewicht gewährleistet ist und weder eine Blutung noch ein unphysiologischer Gefäßverschluss (Thrombus) auftreten kann. Ein überschießendes Thrombuswachstum wird durch Abbinden aktivierter Gerinnungsfaktoren durch die Inhibitoren gewährleistet, im Wesentlichen repräsentiert durch Antithrombin, Protein C und Protein S. Bereits gebildetes Fibrin kann über proteolytische Abbau durch das Fibrinolysesystem aufgelöst werden, das seinerseits durch Fibrinolyseinhibitoren reguliert werden kann. Auf diese Weise verhindert das Fibrinolysesystem als Gegenspieler des Gerinnungssystems eine Thrombosierung des Gefäßsystems. Inhibitoren des Fibrinolysesystems sind insbesondere der Plasmininhibitor und der durch Thrombin aktivierbare Fibrinolyseinhibitor TAFI.

## Fachgesellschaften
- Gesellschaft für Thrombose- und Hämostaseforschung (GTH): Die GTH ist die wissenschaftliche Fachgesellschaft für Hämostaseologie in Deutschland, Österreich und der Schweiz (). Innerhalb der GTH gibt es unter anderem eine Ständige Kommission Pädiatrie und eine Ständige Kommission Hämophilie. Zudem gibt es zahlreiche Arbeitsgruppen (z. B. „Perioperative Hämostase“, „Thrombosen“, „Erworbene Hämophilie“ und andere). Die Tagungen finden jährlich statt.
- International Society of Thrombosis and Hemostasis (ISTH): Die ISTH ist die Internationale Fachgesellschaft.
- Hämostaseologie innerhalb der Deutschen Gesellschaft für Hämatologie und Medizinische Onkologie (DGHO): Die Gründung des „Arbeitskreises Hämostaseologie“ wurde von der DGHO im Oktober 2002 beschlossen, um neueste wissenschaftliche hämostaseologische Erkenntnisse rascher in die Behandlung von Patienten mit Hämophilie (erhöhte Blutungsneigung) und der Thrombophilie (verstärkter Gerinnungsneigung) einfließen zu lassen[3]
- Deutsche Gesellschaft für Transfusionsmedizin und Immunhämatologie (DGTI e.V.), Sektion „Hämostaseologie“: Die Transfusion von Blutderivaten spielt eine zentrale Rolle in der Prophylaxe und Therapie von Hämostasestörungen. Trotzdem existieren nur für wenige klinische Situationen allgemein anerkannte diagnostische und therapeutische Standards. In der Sektion Hämostaseologie sollen ausgehend von der klinischen Fragestellung Empfehlungen zum diagnostischen und therapeutischen Vorgehen erarbeitet werden. Dies beinhaltet auch die Initiierung von diagnostischen und therapeutischen klinischen Studien zur Validation von hämostaseologischen Testverfahren und therapeutischen Ansätzen.